# Phèdre et Hippolyte (Guérin)
Fedra i Hipòlit (Phèdre et Hippolyte en francès) es tracta de dos obres de Guérin del (1802) exposades al Louvre. La primera és un esbós exposat al Saló del (Louvre, sala de Denon) i l'altre, amb el contingut igual que l'anterior però totalment elaborat, se la pot anomenar com acabada. Aquesta composició altament teatral s'inspira en Racine abans de Thésée (Teseu en català), Hippolyte (Hipòlit en català) nega haver sentit per Phèdre (Fedra en català) cap passió criminal. Oenone (Enone en català), culmina agitant la seva amant per silenciar la veritat.

## Descripció
Els ulls dels personatges no es creuen en qualsevol punt de la taula, per marcar la tensió i la desconfiança d'aquest episodi del mite. A l'esquerra de l'escenari, Hippolyte fa una mirada de reüll cap al seu pare, Thésée.
Phèdre, enamorada pel seu fillastre, l'acusa d'intentar seduir-la. Es busca provocar la ira de Thésée, que conduirà el jove. Aquest últim distant de Phèdre, l'heroïna de la famosa tragèdia espera que la seva culpa s'extingeixi. I la fúria del rei d'Atenes és innegable, a jutjar per la seva mirada furiosa, els seus trets foscos i amenaçadors. La seva cara també està immersa en l'ombra per Guérin, com per subratllar la ira del sobirà. Juntament amb el monarca, allunyat de l'escena juga la seva culpa, Phèdre sembla perduda, gairebé boja. Té els ulls sortits i perduts. Els cabells despentinats, dempeus sobre el seu cap, són, per descomptat, ressò de la monstruosa Medusa Gorgona, arquetip de la criatura maligna i insidiósa. Finalment, relegat en un racó ombrejat de l'habitació, llisca la infermera Oenone, que va tenir la idea d'acusar Hippolyte de sentiments reprovables. La seva mirada insisteix en Phèdre, juntament amb el seu llenguatge corporal que mostra tota la influència de la dona. També s'observa que Phèdre, vaga en els seus pensaments "culpables", tendeix l'orella al seu confident. La roba fosca dominant d'Oenone i la seva inversió en el buit, mostren que ella és la veritable falla, la instigadora de la tragèdia que s'està desenvolupant davant dels nostres ulls. Una sensació de gran injustícia, llavors ens envaeix a la vista d'aquesta pintura; una impressió que es veu reforçada per la col·locació desequilibrada dels personatges. D'una banda tenim la parella reial portada a l'error per la infermera que es lliura a passions devastadores; estan vestits amb colors foscos i parcialment banyats en la foscor. D'altra banda, Hippolyte, vestit amb la túnica blanca de la innocència. Porta un buirac, un arc, una pell... En definitiva, mantenint el caçador que era. Aquests atributs són una referència directa a la caçadora deessa Àrtemis, coneguda per l'ardor de la seva llibertat, però sobretot per la seva virginitat. En col·locar el jove en la línia directa de la deessa pura i casta, Pierre-Narcisse Guérin emfatitza clarament la innocència òbvia del nen a l'aparença andrògina, acompanyat de la finor dels cérvols que sempre acompanyen a la deessa. Per tant, si les representacions de personatges com Phèdre i la seva infermera són un dels més preocupants, deixant a l'espectador per veure els conflictes interns i condemnables morals, Hippolyte sorgeix com el seu estricte contrari.